# Samosata
Koordinaten: 37° 33′ N, 38° 30′ O
Samosata (neugriechisch und altgriechisch Σαμόσατα (n. pl.),  armenisch Շամուշատ, klassisch-syrisch ܫܡܝܫܛ šmīšaṭ) war eine antike Stadt, deren Ruinen bei der heutigen türkischen Stadt Samsat in der Provinz Adıyaman durch den Atatürk-Stausee überflutet sind. Im Südosten der heutigen Türkei am Ufer des oberen Euphrat gelegen, war es zum Schutz eines wichtigen Flussübergangs an einer Ost-West-Handelsroute befestigt. Samosata war auch Station an der Route von Damaskus, Palmyra und Sura hinauf nach Armenien und dem Schwarzen Meer. Funde aus Samosata sind im Archäologischen Museum von Adıyaman ausgestellt, darunter die Stele Samsat 1.

## Geschichte
Samosata war vermutlich die Hauptstadt der Provinz Kummuḫ des assyrischen Reichs. Um 160 v. Chr. wurde Samosata die Hauptstadt des hellenistischen Königreichs Kommagene. Seinen Namen erhielt es vom kommagenischen Herrscher Samos II. 72 n. Chr. wurde Samosata vom Römischen Reich erobert und gemeinsam mit der ganzen Kommagene auch formal in das Imperium integriert. Die Stadt war aufgrund ihres Euphratüberganges ein bedeutender Handelsort und wurde ein lokales Zentrum für griechisch-hellenistische Bildung. Der berühmteste Sohn Samosatas war der Schriftsteller und Satiriker Lukian, der im 2. Jahrhundert lebte. Bis zur Zeit Diokletians bildete Samosata einen wichtigen Stützpunkt an der Euphratgrenze (Limes).

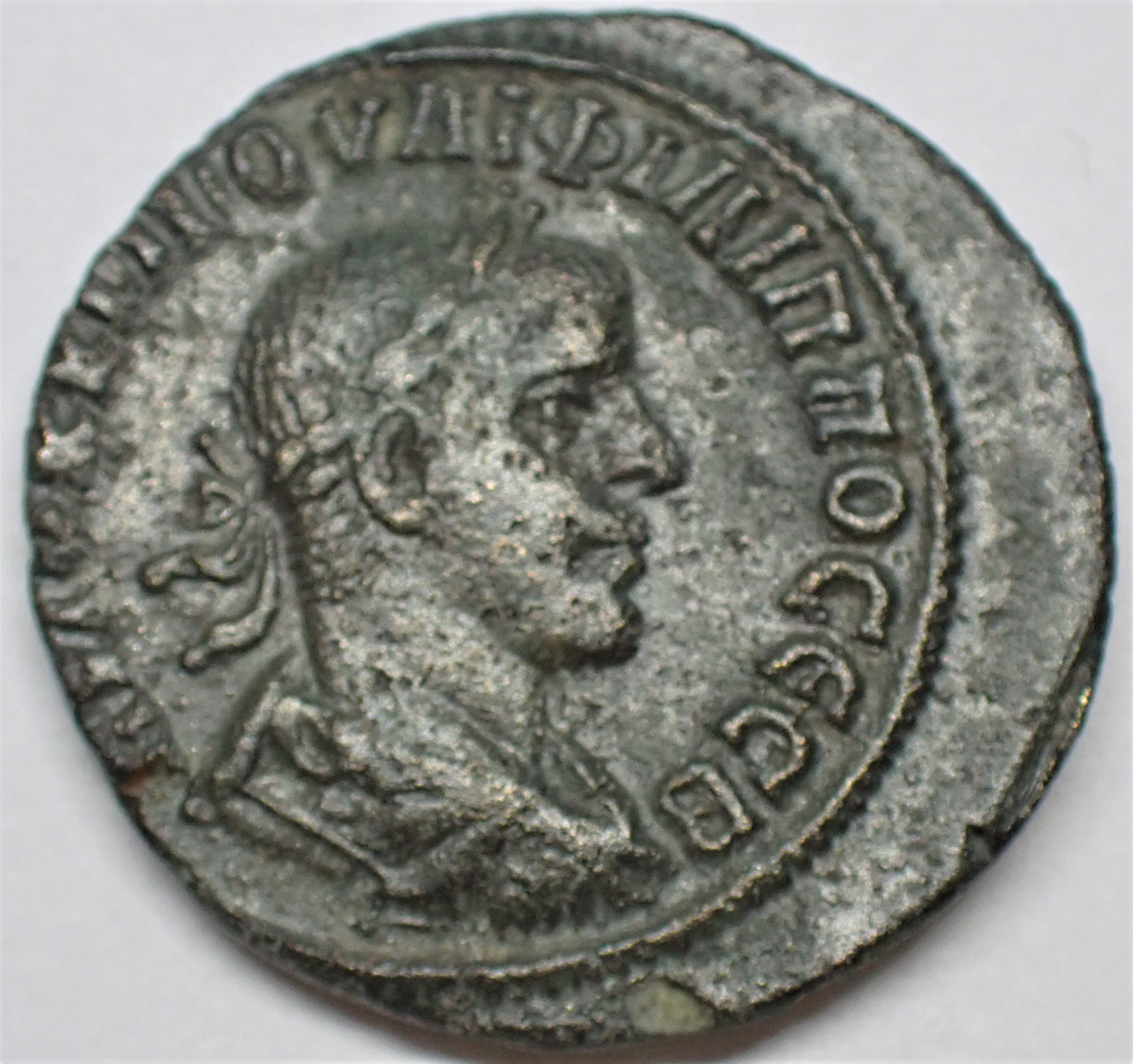
Bronzemünze aus Samosata, Philipp II.

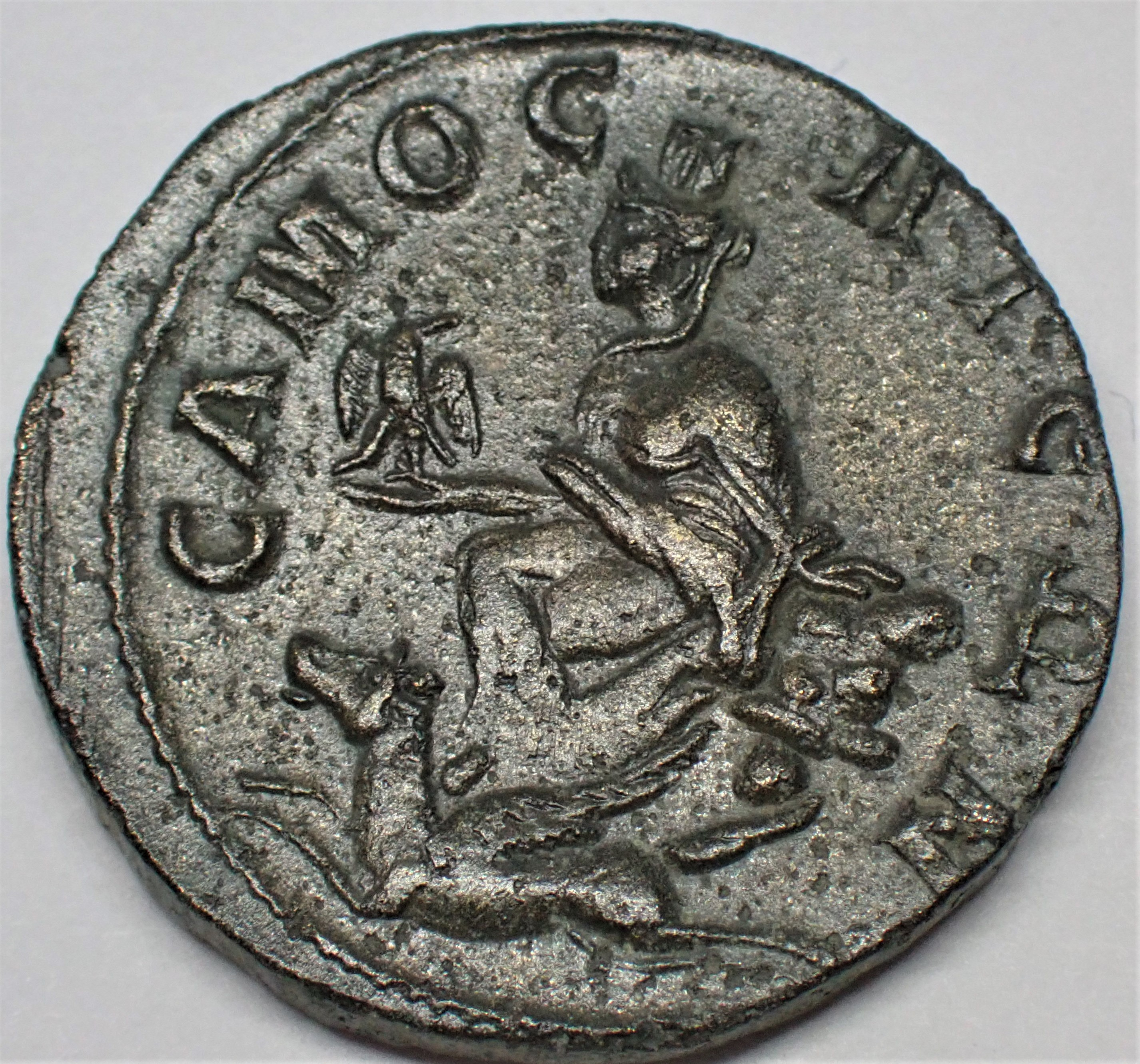
Revers mit Stadtgöttin, darüber Stadtname

Laut der christlichen Martyrologie wurden im Jahr 297 sieben Personen in Samosata gekreuzigt, weil sie sich weigerten, heidnische Riten anlässlich eines Sieges Kaiser Maximians über die Perser auszuführen: Abibus, Hipparchus, Iakobus, Lollian, Paragnus, Philotheus und Romanus. Die Historizität dieser späteren Legende ist aber fraglich; nicht zuletzt deshalb, weil in Wahrheit nicht Maximian, sondern Galerius damals der für Samosata zuständige Kaiser war, während Maximian in Gallien residierte. (Zudem begannen die Christenverfolgungen erst im Jahr 303.)
In Samosata ließ Kaiser Julian Schiffe für seinen Feldzug gegen Schapur II. bauen. Unter Justinian I. wurde die Stadtmauer ausgebessert. Im Krieg des Kaisers Herakleios gegen den Perserkönig Chosrau II. im 7. Jahrhundert war die Stadt Ort von Kampfhandlungen. 934 wurde die Stadt dann von Johannes Kurkumas und Melias zerstört. Nach der Schlacht von Manzikert gehörte die Stadt zum Herrschaftsgebiet von Philaretos Brachamios, fiel jedoch 1085 an den Emir von Harran, Charaf ad-Daula.
Im Februar 1098 vernichtete hier Balduin von Edessa die Armee des Emirs Balduch. 1114 war Samosata eines der Hauptquartiere der Muslime beim Kampf gegen den Grafen von Edessa, der die Stadt eroberte, aber um 1148 wieder verlor.
1392 fiel Samosata an die Osmanen, wurde aber 1401 von Timur den Osmanen entrissen und geplündert. Erst 1516 konnten die Osmanen die Stadt wieder übernehmen. Samosata wurde zum Hauptort eines Sandschaks, hatte jedoch seine frühere Bedeutung verloren. Nach dem Untergang der Osmanen wurde Samosata Teil der Republik Türkei und 1960 zu einem Landkreis erhoben. Durch den Bau des Atatürk-Staudamms wurde die antike Stadt mitsamt dem modernen Ort Samsat geflutet, so dass 1988 die Anwohner in die neugegründete Stadt umgesiedelt wurden, die wieder den Namen Samsat erhielt.

## Söhne und Töchter der Stadt
- Lukian von Samosata (um 120–180), ein berühmter Satiriker und Sophist, von dem rund siebzig Werke erhalten geblieben sind
- Paul von Samosata, der dritte Anführer der Elkesaiten (eines essenischen gnostischen Ordens), der in der Mitte des 3. Jahrhunderts lebte
- Lukian von Antiochia (250–312), Theologe
- Andreas von Samosata war Bischof der Stadt und Theologe.
- In Maratha, in der Nähe der Stadt, wurde der Säulenheilige Daniel Stylites (um 409–493) geboren.